# Breuillet (Essonne)
Breuillet is een gemeente in het Franse departement Essonne (regio Île-de-France) en telt 7331 inwoners (1999). De plaats maakt deel uit van het arrondissement Palaiseau.

## Geografie
De oppervlakte van Breuillet bedraagt 6,7 km², de bevolkingsdichtheid is 1094,2 inwoners per km².
De onderstaande kaart toont de ligging van Breuillet (Essonne) met de belangrijkste infrastructuur en aangrenzende gemeenten.

## Demografie
Onderstaande figuur toont het verloop van het inwonertal (bron: INSEE-tellingen).